# Yokoyama Matajirō

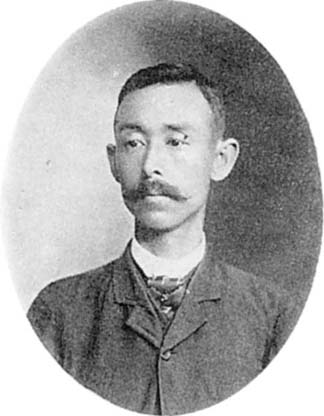
Yokoyama Matajirō

Yokoyama Matajirō (japanisch 横山 又次郎; geboren 14. Juni 1860 in Nagasaki, damals Provinz Hizen; gestorben 20. Januar 1942 in Tokio) war ein japanischer Paläontologe.

## Leben und Werk
Yokoyama Matajirō machte 1882 seinen Studienabschluss in Geologie an der Universität Tokio. 1886 ging er nach Deutschland und bildete sich bis 1889 an der Universität München unter Karl Alfred von Zittel (1839‐1904) weiter. Dort verfasste er eine Arbeit über Versteinerungen von Pflanzen aus dem Mesozoikum, die in den heimatlichen Präfekturen Niigata, Toyma, Ishikawa und Fukui vorkommen. Es war die erste Publikation eines Japaners zu einem paläontologischen Thema.
Nach seiner Rückkehr wurde Yokoyama Professor an seiner Alma Mater. Er forschte u. a. über Mollusken des Mesozoikums und des Känozoikums und schuf damit schuf die Grundlage einer Biostratigraphie Japans. In seinem Werk „Koseibutsu kōyō“ (古生物綱要) – „Elemente der Paläontologie“ aus dem Jahr 1920 übersetzte er viele taxonomischer Terme der Paläontologie aus dem europäischen Sprachgebrauch, die bis heute in Japan in Gebrauch sind, z. B. „Shisochō“ (始祖鳥) für „Archaeopteryx“ und „Kyōryū“ (恐竜) für „Dinosaurier“.